# إرم
إرم أو أرام، أو  أران  بن سام بن النبي نوح، هو أبو العرب البائدة عاد وثمود و العمالقة عمليق بن لاوذ وطسم وجديس. ويقطن 

## النسب
إرم بن سام بن نوح بن لامك بن متوشلخ بن إدريس بن يارد بن مهلائيل بن قينان بن أنوش بن شيث بن آدم.

## الأبناء عند العرب
لإرم أربعة أبناء: عوص وجاثر وقيل كاثر، ولاوذ وعبد ضخم، وولد لعوص عاد، وولد لجاثر ثمود، وولد للاوذ طسم وقيل ان طسم من عاد، وجديس وقيل جديس بن إرم، وعمليق وقيل عملاق، وطسم هلكوا بسبب حربهم مع إخوتهم بنو عبد ضخم بن إرم، وقيل أن بنو عبد ضخم أول من خط بالخط العربي، ومن سلالة إرم أيضا أميم وعُبَّيلْ وجُرهُم الأولى و وبَّار، وكلهم تحدرت منهم قبائل تسعة جميعها انقرضت فسميت بالعرب البائدة.

## الابناء عند اليهود
يذكر في سفر التكوين ان إرم أنجب 4 أبناء هم عوص وجاثر وحول وماش ويذكر كذلك في كتاب الاساطير التوراتية لفيلو انه انجب أبنين هما جدروم وعيسى ويذكر كذلك في سفر يراهميل المكتوب في الفترة بين القرن الحادي عشر والسابع عشر للميلاد انه أنجب 4 أبناء هم أوص وجيتر وقرناني ومنيس .
يذكر في احد المصادر القديمة المنسية ان لإرم أبن اسمه أزوب ولد قيقان الذي تزوج عدلة بنت ناحور بن تارح وامها هي رؤومية انجبوا بنت اسمها شوشان امراة طوبئيل بن حامور بن أرام بن قموئيل بن ناحور من زوجته ملكة بنت هاران اخ ناحور وولد من شوشان أديعة المعروف انه زوجة لابان وام لكل من ليئة و راحيل .